# アメリカグランプリ
アメリカグランプリ（アメリカGP, 米: United States Grand Prix）は、アメリカ合衆国で1959年から断続的に行われているF1世界選手権レースのひとつ。その他、アメリカ国内で開催された、アメリカグランプリ以外のF1選手権レースについても本項目で記述する。

## 歴史

### 前史

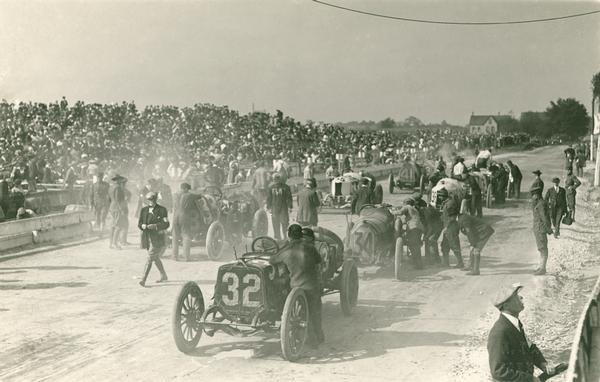
1912年のアメリカン・グランド・プライズ

19世紀末の自動車の発明以来、アメリカでは草競馬場のコースを利用したオーバルレースが人気となり、インディ500（1908年-）を含む全米選手権の発足に至る。その一方、ヨーロッパタイプの公道サーキットでレースを行おうとする者も現れ、1904年には欧米交流戦のヴァンダービルト杯が始まり、1908年には欧州のグランプリ規定に則ったアメリカン・グランド・プライズ (American Grand Prize) が創設された。アメリカン・グランド・プライズはジョージア州サバンナ、ウィスコンシン州ミルウォーキー、カリフォルニア州サンタモニカ、カリフォルニア州サンフランシスコといった場所で1916年までに7回開催された（1911年以降はヴァンダービルト杯との同時開催）。1914年の大会を制したマーサー (Mercer) を除けば、いずれも優勝したのは欧州車であった。第一次世界大戦によりヨーロッパのレース界との交流が絶たれると、この種のイベントは開催されなくなった。
1950年にF1世界選手権が創設されると、インディ500も選手権の1戦に組み込まれたが、ヨーロッパからの参戦者も少なかったため、1960年限りでF1のカレンダーから姿を消した。

### アメリカグランプリの成功と衰退（1958年-1991年）

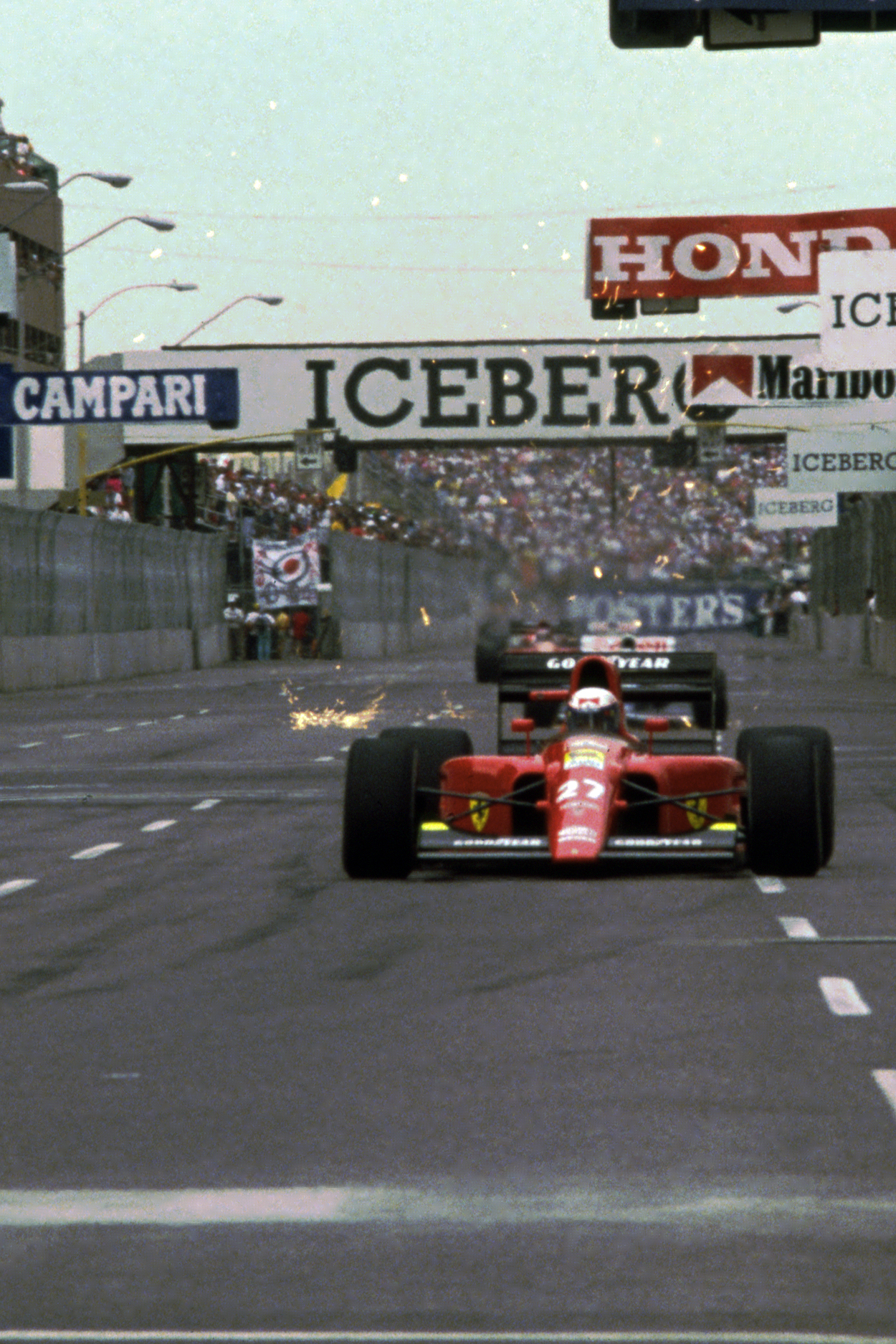
フェニックス市街地コースで行われた1991年アメリカGP

1958年にカリフォルニア州のリバーサイド・インターナショナル・レースウェイにて開催されたUSACスポーツカー選手権 (USAC Road Racing Championship) の1戦に「アメリカグランプリ (United States Grand Prix) 」の名が冠せられた。そして翌1959年に、フロリダ州の飛行場跡地に出来たサーキット、セブリング・インターナショナル・レースウェイでF1世界選手権のアメリカGPが初開催された。1960年にリバーサイドで開催されたあと、翌1961年から1980年まではニューヨーク州のワトキンズグレン・インターナショナル・レースウェイで行われた。「グレン」ことワトキンズグレンでは紅葉の美しい季節に開催され、シーズン終盤の名物レースとなった。
当地では徐々にF1が浸透し、商業的観点からモータースポーツが重視されるようになっていくと、1976年から1984年までは年2回開催されるようになった（1982年は年3回）。この期間はアメリカGPの他に「アメリカ西グランプリ」「シーザーズ・パレスグランプリ」「デトロイトグランプリ」「ダラスグランプリ」といった名称も使用された（詳細は後述のアメリカグランプリ以外の名称で行われたF1レースを参照）。
しかし、サーキットは市街地の仮設コースばかりで、レースが行われる際の安全性確保や興行的問題、さらにCART（後のチャンプカー）人気上昇等の問題から、開催数は次第に減少していった。そして1991年にアリゾナ州のフェニックス市街地コースで行われたアメリカGPを最後に、一旦は米国内でF1が開催されなくなる。

### インディアナポリスでの復活（2000年-2007年）
F1は「世界選手権」の名を掲げているが、アメリカ国内においてはNASCARやインディカーなどの人気が高く、F1は人気が定着しきれないでいた。こうした事態を打破するため、インディ500やブリックヤード400が行われているアメリカンモータースポーツ界の聖地、インディアナポリス・モーター・スピードウェイを舞台にして、2000年よりアメリカGPが復活することとなった。初開催の決勝日には巨大なスタンドを埋める20万人もの観客を集め、当地における潜在的なF1人気を実証することになった。

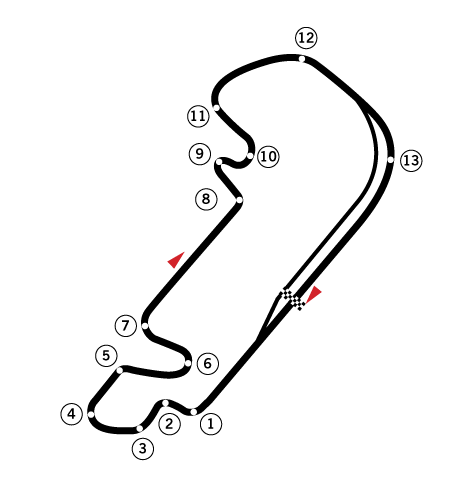
インディアナポリスのコースレイアウト。F1ではオーバルトラックを逆走し、インフィールドのロードコースも使用する。

2003年まではシーズン終盤のレースとして9月末に開催されてきたが、2004年以降は参戦チームの遠征費用効率化を目的とし、6月にカナダGPとの連戦で開催されるようになった。
2005年はミシュランタイヤのトラブルに端を発し、ミシュランタイヤ装着全7チーム14台がフォーメーションラップのみで自主リタイア。ブリヂストンタイヤを装着する3チーム6台のみでレースが行われるという異常事態が発生した（詳細は2005年アメリカGPを参照）。この事件はミシュランと国際自動車連盟 (FIA) の間に大きな亀裂を生む事となり、2006年のミシュランF1撤退に少なからぬ影響を及ぼした。加えて退屈なレースに観客からの不満が爆発し、主催者はチケットの返金などの対応に追われる事になった。
こうした経緯から主催者とFIAの関係も悪化の一途を辿り、2008年のF1アメリカグランプリ開催を断念する共同声明を発表するに至った。

### オースティンでの開催（2012年-）
F1に参戦するチーム・自動車メーカー・スポンサーからは「大消費地であるアメリカでF1が開催されないことは、宣伝媒体としてのF1の価値を低下させる」としてアメリカでの開催を復活させるよう根強い要望があった。F1の興行権を持つフォーミュラ・ワン・マネジメント（FOM）が米国内の様々なサーキットと交渉を行った結果、2012年より新たにテキサス州オースティンにサーキットを建設してアメリカグランプリを復活させることが決定した。
2010年9月にはヘルマン・ティルケ率いるティルケデザインの設計による新サーキットのコースレイアウトが公表された。サーキットの建設は同年12月に開始され、建設費用は約2億ドル。サーキット建設に当たっては、NFLのミネソタ・バイキングスやNBAのサンアントニオ・スパーズなどのオーナーを務めたこともある投資家のレッド・マコームズ、元ロードレース世界選手権（WGP）・GP500クラスチャンピオンのケビン・シュワンツなどの支援を受けている。後にこのサーキットはサーキット・オブ・ジ・アメリカズと名づけられた。
メディアの中にはサーキットの建設費用などの調達ができず開催が流れる危険性を憂慮するものもあり、実際プロモーター側でも、場合によっては同地でのグランプリ初開催が1年延期され2013年にずれ込む可能性を認めていたが、予定通り2012年11月にレースが開催された。
2022年2月、オースティンとの開催契約が2026年まで延長された。

## 主な出来事
- 1959年 - 初のアメリカGPはシーズン最終戦として行われ、クーパーのジャック・ブラバムが自身初のチャンピオンを獲得した。ブラバムのマシンは最終ラップにガス欠となり、ブラバムはマシンを押して何とか4位でフィニッシュした。レースはチームメイトの新人ブルース・マクラーレンが初優勝し、2003年にフェルナンド・アロンソに破られるまで最年少優勝記録者となっていた。
- 1961年 - イネス・アイルランドが優勝し、チーム・ロータスのF1初優勝を達成。ただし、コンストラクター「ロータス」としての初優勝は、プライベーターのスターリング・モスが1960年のモナコGPで達成済みである。
- 1966年 - ロータスのジム・クラークがBRM製H16エンジンを搭載するマシンで優勝。F1における最多気筒数エンジンの勝利となった。
- 1968年 - アメリカの人気レーサー、マリオ・アンドレッティがF1デビュー戦[注 2]でポールポジションを獲得。
- 1970年 - ロータスの新人エマーソン・フィッティパルディがデビュー4戦目で初優勝。この結果、2戦前のイタリアGPで死亡したヨッヘン・リントのチャンピオンが確定した。
- 1973年 - ティレルのフランソワ・セベールがガードレールに衝突して惨死。愛弟子を失ったジャッキー・スチュワートはこのレースを戦わずして引退した。
- 1974年 - サーティースのヘルムート・コイニクがセベールと同じくガードレールへの衝突で事故死した。
- 1989年 - マクラーレンのアイルトン・セナが通算34回目のポールポジション (PP) を獲得し、ジム・クラークの最多PP記録を更新した。
- 1990年 - ティレルのジャン・アレジがアイルトン・セナと抜きつ抜かれつの好バトルを展開。敗れて2位となったものの、一気に評価を高めた。
- 2002年 - レースを支配したフェラーリ勢がチェッカーを受ける際、スピードを緩めたミハエル・シューマッハを僚友のルーベンス・バリチェロが抜いて優勝した。1位と2位の差0.011秒は、1971年イタリアGPの0.01秒に次ぐ僅差のフィニッシュとなった。
- 2004年 - B・A・Rホンダの佐藤琢磨が、1990年日本GPの鈴木亜久里以来日本人として14年ぶりの表彰台（3位）を獲得した。
- 2005年 - フリー走行中に起きたラルフ・シューマッハのクラッシュをきっかけにして、ミシュランのタイヤがオーバル部分を走行する際の負荷に耐えられないことが判明。ミシュラン側はオーバル通過のスピードを抑えるためのシケイン増設案を、FIA側は速度監視によるオーバル部分の通過を互いに提案したが両者の話がおり合わず、ミシュラン系チームの自主リタイアにいたった。残り6台となったレースはミハエル・シューマッハが制したが、これはシューマッハ、フェラーリ、ブリヂストンタイヤにとって、このシーズン唯一の勝利となった。そして、入賞する機会すら少なかったジョーダン、ミナルディの両チームが3位から6位を獲得した。
- 2007年 - BMWザウバーのロバート・クビサの代役としてF1デビューしたセバスチャン・ベッテルが8位入賞し、史上最年少入賞記録を更新した。
- 2017年 - ルイス・ハミルトンがポール・トゥ・ウィンでアメリカGP最多となる6勝目（4年連続優勝もミハエル・シューマッハに並ぶ最多タイ）をあげ、メルセデスが4年連続のコンストラクターズチャンピオンを獲得した。
- 2020年 - 新型コロナウイルス感染症の世界的流行のため開催中止[12]。
- 2022年 - マックス・フェルスタッペンがシーズン最多勝利記録に並ぶ13勝目を挙げ[13]、レッドブルは2013年以来9年ぶり、2014年のパワーユニット導入以降初めてのコンストラクターズチャンピオンを決め、開催直前に亡くなったレッドブルの共同創業者ディートリヒ・マテシッツにダブルタイトルを捧げた[14]。
- 2023年 - 角田裕毅がF1キャリア初のファステストラップを記録。日本人F1ドライバーによるファステストラップは中嶋悟（1989年オーストラリアGP）と小林可夢偉（2012年中国GP）に続く3人目[15]。

## 過去の結果と開催サーキット
- ピンク地はF1世界選手権以外で開催された年。

### アメリカン・グランド・プライズ (1908年 - 1916年)
| 年   | 決勝日     | 開催地           | 優勝者                                        | コンストラクター | 結果       |
| ---- | ---------- | ---------------- | --------------------------------------------- | ---------------- | ---------- |
| 1908 | 11月26日   | サバンナ         | ルイ・ワグナー                                | フィアット       | 詳細       |
| 1909 | 開催されず | 開催されず       | 開催されず                                    | 開催されず       | 開催されず |
| 1910 | 11月12日   | サバンナ         | デビッド・ブルース＝ブラウン                  | ベンツ           | 詳細       |
| 1911 | 11月30日   | サバンナ         | デビッド・ブルース＝ブラウン                  | フィアット       | 詳細       |
| 1912 | 10月05日   | ミルウォーキー   | ケイレブ・ブラッグ                            | フィアット       | 詳細       |
| 1913 | 開催されず | 開催されず       | 開催されず                                    | 開催されず       | 開催されず |
| 1914 | 02月28日   | サンタモニカ     | エディ・プーレン                              | マーサー         | 詳細       |
| 1915 | 02月27日   | サンフランシスコ | ダリオ・レスタ                                | プジョー         | 詳細       |
| 1916 | 11月18日   | サンタモニカ     | ハウディ・ウィルコックス ジョニー・エイトケン | プジョー         | 詳細       |

### アメリカグランプリ (1958年 -)
1958年のみ国内スポーツカー選手権「USACロードレーシング・チャンピオンシップ」の一戦として開催。ラウンドの数字は同選手権のもの。
| 年          | 決勝日                                         | ラウンド                                       | サーキット                                     | 優勝者                                         | コンストラクター （括弧内はノンワークスチーム） | 結果                                           |
| ----------- | ---------------------------------------------- | ---------------------------------------------- | ---------------------------------------------- | ---------------------------------------------- | ----------------------------------------------- | ---------------------------------------------- |
| 1958        | 10月12日                                       | 4                                              | リバーサイド                                   | チャック・デイ                                 | スカラブ-シボレー                               | 詳細                                           |
| 1959        | 12月12日                                       | 9                                              | セブリング                                     | ブルース・マクラーレン                         | クーパー-クライマックス                         | 詳細                                           |
| 1960        | 11月20日                                       | 10                                             | リバーサイド                                   | スターリング・モス                             | ロータス-クライマックス （ロブ・ウォーカー）    | 詳細                                           |
| 1961        | 10月08日                                       | 8                                              | ワトキンズ・グレン                             | イネス・アイルランド                           | ロータス-クライマックス                         | 詳細                                           |
| 1962        | 10月07日                                       | 8                                              | ワトキンズ・グレン                             | ジム・クラーク                                 | ロータス-クライマックス                         | 詳細                                           |
| 1963        | 10月06日                                       | 8                                              | ワトキンズ・グレン                             | グラハム・ヒル                                 | BRM                                             | 詳細                                           |
| 1964        | 10月04日                                       | 9                                              | ワトキンズ・グレン                             | グラハム・ヒル                                 | BRM                                             | 詳細                                           |
| 1965        | 10月03日                                       | 9                                              | ワトキンズ・グレン                             | グラハム・ヒル                                 | BRM                                             | 詳細                                           |
| 1966        | 10月02日                                       | 8                                              | ワトキンズ・グレン                             | ジム・クラーク                                 | ロータス-BRM                                    | 詳細                                           |
| 1967        | 10月01日                                       | 10                                             | ワトキンズ・グレン                             | ジム・クラーク                                 | ロータス-フォード                               | 詳細                                           |
| 1968        | 10月06日                                       | 11                                             | ワトキンズ・グレン                             | ジャッキー・スチュワート                       | マトラ-フォード （マトラ・インターナショナル）  | 詳細                                           |
| 1969        | 10月05日                                       | 10                                             | ワトキンズ・グレン                             | ヨッヘン・リント                               | ロータス-フォード                               | 詳細                                           |
| 1970        | 10月04日                                       | 12                                             | ワトキンズ・グレン                             | エマーソン・フィッティパルディ                 | ロータス-フォード                               | 詳細                                           |
| 1971        | 10月03日                                       | 11                                             | ワトキンズ・グレン                             | フランソワ・セベール                           | ティレル-フォード                               | 詳細                                           |
| 1972        | 10月08日                                       | 12                                             | ワトキンズ・グレン                             | ジャッキー・スチュワート                       | ティレル-フォード                               | 詳細                                           |
| 1973        | 10月07日                                       | 15                                             | ワトキンズ・グレン                             | ロニー・ピーターソン                           | ロータス-フォード                               | 詳細                                           |
| 1974        | 10月06日                                       | 15                                             | ワトキンズ・グレン                             | カルロス・ロイテマン                           | ブラバム-フォード                               | 詳細                                           |
| 1975        | 10月05日                                       | 14                                             | ワトキンズ・グレン                             | ニキ・ラウダ                                   | フェラーリ                                      | 詳細                                           |
| 1976        | 10月10日                                       | 15                                             | ワトキンズ・グレン                             | ジェームス・ハント                             | マクラーレン-フォード                           | 詳細                                           |
| 1977        | 10月02日                                       | 15                                             | ワトキンズ・グレン                             | ジェームス・ハント                             | マクラーレン-フォード                           | 詳細                                           |
| 1978        | 10月01日                                       | 15                                             | ワトキンズ・グレン                             | カルロス・ロイテマン                           | フェラーリ                                      | 詳細                                           |
| 1979        | 10月07日                                       | 15                                             | ワトキンズ・グレン                             | ジル・ヴィルヌーヴ                             | フェラーリ                                      | 詳細                                           |
| 1980        | 10月05日                                       | 14                                             | ワトキンズ・グレン                             | アラン・ジョーンズ                             | ウィリアムズ-フォード                           | 詳細                                           |
| 1981 - 1988 | 開催されず                                     | 開催されず                                     | 開催されず                                     | 開催されず                                     | 開催されず                                      | 開催されず                                     |
| 1989        | 06月04日                                       | 5                                              | フェニックス                                   | アラン・プロスト                               | マクラーレン-ホンダ                             | 詳細                                           |
| 1990        | 03月11日                                       | 1                                              | フェニックス                                   | アイルトン・セナ                               | マクラーレン-ホンダ                             | 詳細                                           |
| 1991        | 03月10日                                       | 1                                              | フェニックス                                   | アイルトン・セナ                               | マクラーレン-ホンダ                             | 詳細                                           |
| 1992 - 1999 | 開催されず                                     | 開催されず                                     | 開催されず                                     | 開催されず                                     | 開催されず                                      | 開催されず                                     |
| 2000        | 09月24日                                       | 15                                             | インディアナポリス                             | ミハエル・シューマッハ                         | フェラーリ                                      | 詳細                                           |
| 2001        | 09月30日                                       | 16                                             | インディアナポリス                             | ミカ・ハッキネン                               | マクラーレン-メルセデス                         | 詳細                                           |
| 2002        | 09月29日                                       | 16                                             | インディアナポリス                             | ルーベンス・バリチェロ                         | フェラーリ                                      | 詳細                                           |
| 2003        | 09月28日                                       | 15                                             | インディアナポリス                             | ミハエル・シューマッハ                         | フェラーリ                                      | 詳細                                           |
| 2004        | 06月20日                                       | 9                                              | インディアナポリス                             | ミハエル・シューマッハ                         | フェラーリ                                      | 詳細                                           |
| 2005        | 06月19日                                       | 9                                              | インディアナポリス                             | ミハエル・シューマッハ                         | フェラーリ                                      | 詳細                                           |
| 2006        | 07月02日                                       | 10                                             | インディアナポリス                             | ミハエル・シューマッハ                         | フェラーリ                                      | 詳細                                           |
| 2007        | 06月17日                                       | 7                                              | インディアナポリス                             | ルイス・ハミルトン                             | マクラーレン-メルセデス                         | 詳細                                           |
| 2008 - 2011 | 開催されず                                     | 開催されず                                     | 開催されず                                     | 開催されず                                     | 開催されず                                      | 開催されず                                     |
| 2012        | 11月18日                                       | 19                                             | オースティン                                   | ルイス・ハミルトン                             | マクラーレン-メルセデス                         | 詳細                                           |
| 2013        | 11月17日                                       | 18                                             | オースティン                                   | セバスチャン・ベッテル                         | レッドブル-ルノー                               | 詳細                                           |
| 2014        | 11月02日                                       | 17                                             | オースティン                                   | ルイス・ハミルトン                             | メルセデス                                      | 詳細                                           |
| 2015        | 10月25日                                       | 16                                             | オースティン                                   | ルイス・ハミルトン                             | メルセデス                                      | 詳細                                           |
| 2016        | 10月23日                                       | 18                                             | オースティン                                   | ルイス・ハミルトン                             | メルセデス                                      | 詳細                                           |
| 2017        | 10月22日                                       | 17                                             | オースティン                                   | ルイス・ハミルトン                             | メルセデス                                      | 詳細                                           |
| 2018        | 10月21日                                       | 18                                             | オースティン                                   | キミ・ライコネン                               | フェラーリ                                      | 詳細                                           |
| 2019        | 11月03日                                       | 19                                             | オースティン                                   | バルテリ・ボッタス                             | メルセデス                                      | 詳細                                           |
| 2020        | 新型コロナウイルス感染症の世界的流行により中止 | 新型コロナウイルス感染症の世界的流行により中止 | 新型コロナウイルス感染症の世界的流行により中止 | 新型コロナウイルス感染症の世界的流行により中止 | 新型コロナウイルス感染症の世界的流行により中止  | 新型コロナウイルス感染症の世界的流行により中止 |
| 2021        | 10月24日                                       | 17                                             | オースティン                                   | マックス・フェルスタッペン                     | レッドブル-ホンダ                               | 詳細                                           |
| 2022        | 10月23日                                       | 19                                             | オースティン                                   | マックス・フェルスタッペン                     | レッドブル-RBPT                                 | 詳細                                           |
| 2023        | 10月22日                                       | 19                                             | オースティン                                   | マックス・フェルスタッペン                     | レッドブル-ホンダ・RBPT                         | 詳細                                           |
| 2024        | 10月20日                                       | 19                                             | オースティン                                   | シャルル・ルクレール                           | フェラーリ                                      | 詳細                                           |
| 出典:       |                                                |                                                |                                                |                                                |                                                 |                                                |

### 過去の開催サーキット

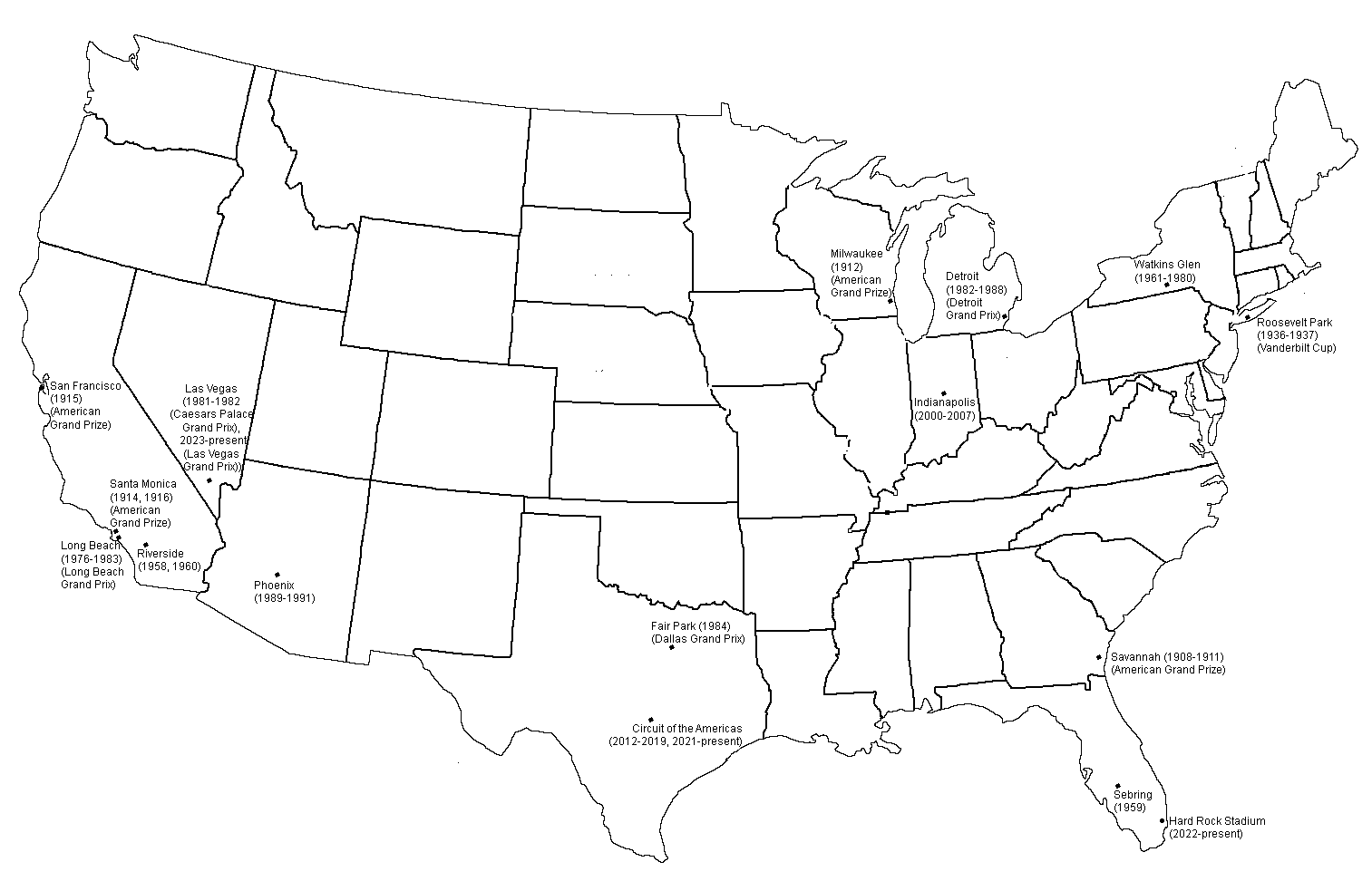
アメリカ国内におけるグランプリ開催地。前身のアメリカン・グランド・プライズやアメリカGP以外のレースも含まれる。

セブリング（1959）
リバーサイド（1960）
ワトキンズ・グレン（1961–1970）
ワトキンズ・グレン（1971–1974）
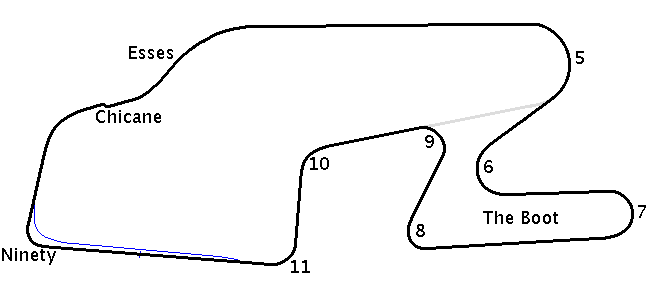
ワトキンズ・グレン（1975–1980）
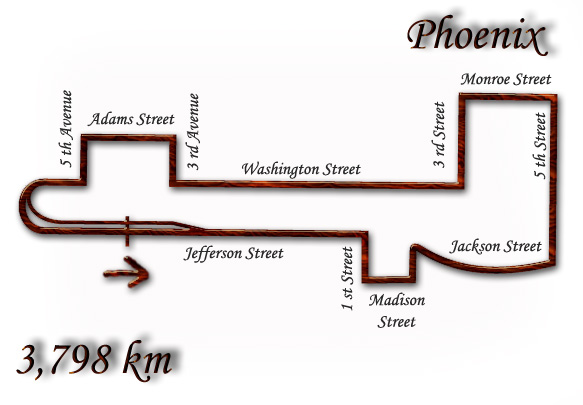
フェニックス（1989–1990）
フェニックス（1991）
インディアナポリス（2000–2007）

## 優勝回数
F1世界選手権として開催されたレースで複数回勝利を挙げた者を対象とする。

### ドライバー
| 回数  | ドライバー                 | 優勝年                             |
| ----- | -------------------------- | ---------------------------------- |
| 6     | ルイス・ハミルトン         | 2007, 2012, 2014, 2015, 2016, 2017 |
| 5     | ミハエル・シューマッハ     | 2000, 2003, 2004, 2005, 2006       |
| 3     | グラハム・ヒル             | 1963, 1964, 1965                   |
| 3     | ジム・クラーク             | 1962, 1966, 1967                   |
| 3     | マックス・フェルスタッペン | 2021, 2022, 2023                   |
| 2     | ジャッキー・スチュワート   | 1968, 1972                         |
| 2     | カルロス・ロイテマン       | 1974, 1978                         |
| 2     | ジェームス・ハント         | 1976, 1977                         |
| 2     | アイルトン・セナ           | 1990, 1991                         |
| 出典: |                            |                                    |

- 太字は2025年のF1世界選手権に参戦中のドライバー。

### コンストラクター
| 回数  | コンストラクター | 優勝年                                                           |
| ----- | ---------------- | ---------------------------------------------------------------- |
| 11    | フェラーリ       | 1975, 1978, 1979, 2000, 2002, 2003, 2004, 2005, 2006, 2018, 2024 |
| 8     | ロータス         | 1960, 1961, 1962, 1966, 1967, 1969, 1970, 1973                   |
| 8     | マクラーレン     | 1976, 1977, 1989, 1990, 1991, 2001, 2007, 2012                   |
| 5     | メルセデス       | 2014, 2015, 2016, 2017, 2019                                     |
| 4     | レッドブル       | 2013, 2021, 2022, 2023                                           |
| 3     | BRM              | 1963, 1964, 1965                                                 |
| 2     | ティレル         | 1971, 1972                                                       |
| 出典: |                  |                                                                  |

- 太字は2025年のF1世界選手権に参戦中のコンストラクター。

### エンジン
| 回数  | メーカー       | 優勝年                                                           |
| ----- | -------------- | ---------------------------------------------------------------- |
| 11    | フォード       | 1967, 1968, 1969, 1970, 1971, 1972, 1973, 1974, 1976, 1977, 1980 |
| 11    | フェラーリ     | 1975, 1978, 1979, 2000, 2002, 2003, 2004, 2005, 2006, 2018, 2024 |
| 8     | メルセデス     | 2001, 2007, 2012, 2014, 2015, 2016, 2017, 2019                   |
| 4     | クライマックス | 1959, 1960, 1961, 1962                                           |
| 4     | BRM            | 1963, 1964, 1965, 1966                                           |
| 4     | ホンダ         | 1989, 1990, 1991, 2021                                           |
| 2     | ルノー         | 1986, 2013                                                       |
| 出典: |                |                                                                  |

- 太字は2025年のF1世界選手権に参戦中のメーカー。

1. ↑  コスワースが製造。
2. ↑  2001年はイルモアが製造。
3. ↑  ホンダ・レーシング(HRC)が製造するRBPT及びホンダ・RBPTと記録は別扱い。

## アメリカグランプリ以外の名称で行われたF1レース
米国内で実施されながら、複数回の開催のためにアメリカグランプリ以外の名前で行われたレースがある。1982年及び2023年以降は米国内で実に3回ものグランプリが開催されている。また、1950年から1960年はインディ500もF1選手権に組み込まれていた。

### アメリカ西グランプリ
1976年から1983年までロングビーチ市街地コースを使用して開催された。カリフォルニア州のロングビーチ市街をサーキットとして使用した。1周3.251kmを初め多彩なレイアウトがある。

### シーザーズ・パレスグランプリ
1981年と1982年にネバダ州ラスベガス郊外のラスベガス・ストリップにあるシーザーズ・パレスホテルの巨大駐車場に特設されたシーザーズ・パレス・グランプリ・サーキットで開催された。2023年からシーザーズ・パレスホテルの真横を通るラスベガス・ストリップ・サーキットで開催れている「ラスベガスグランプリ」については当該項目を参照。

### デトロイトグランプリ
1982年から1988年までデトロイト市街地コースで開催された。開催開始当初はアメリカで複数のレースが開催されていたが、1985年以降はデトロイトのみとなった。

### ダラスグランプリ
1984年にダラスのフェア・パークにある道路を使用した急造コース「ダラス・グランプリ・サーキット」で開催。真夏の猛暑に見舞われたサバイバルレースはウィリアムズのケケ・ロズベルグが優勝し、ホンダの第2期活動（ターボエンジン供給）での初優勝を印した。

#### ダラスGPの結果
| 年    | 決勝日 | ラウンド | サーキット | 優勝者           | コンストラクター    | 結果 |
| ----- | ------ | -------- | ---------- | ---------------- | ------------------- | ---- |
| 1984  | 7月8日 | 9        | ダラス     | ケケ・ロズベルグ | ウィリアムズ-ホンダ | 詳細 |
| 出典: |        |          |            |                  |                     |      |

### マイアミグランプリ
2022年からフロリダ州マイアミ郊外のマイアミガーデンズにあるマイアミ・インターナショナル・オートドロームで開催されている。

### ラスベガスグランプリ
2023年からネバダ州ラスベガス郊外のラスベガス・ストリップに新設されたラスベガス・ストリップ・サーキットで開催されている。

### インディ500
F1世界選手権初年度の1950年から選手権レースの一戦に組み込まれたが、「世界選手権」を名乗るためにはヨーロッパ以外のレースを入れたいというFIAの思惑があったためであり、形式的なものに過ぎなかった。当時のインディ500のエンジン排気量は最大4.5LとF1の自然吸気エンジンと同じで、選手権ポイントも他のGP同様与えられたが、インディ500と他のF1GPに参戦するドライバーはほとんどなく、1959年からアメリカGPが選手権レースの一戦となったことから、1960年をもって選手権レースから除外された。

### ニュージャージーグランプリ（開催構想）
2012年からオースティンでアメリカGPが再開された一方、2013年からはニュージャージー州でもう1つのグランプリが開催される予定とされ、2011年10月25日に同州知事が開催を発表した。ハドソン川を挟んでニューヨーク・マンハッタンの対岸に位置するウィーホーケンとウェストニューヨークにまたがる市街地を使用するとしていたが、サーキット建設の認可手続きが間に合わず、実際の開催は2016年からにずれ込む見込みとされていたものの、2016年度はまたしても開催が見送られた。名称はニュージャージーグランプリとなる予定らしいが、2015年度のアメリカグランプリの開催料金の延滞が報道されるなど、ポート・インペリアル市街地コースへの移転は遅々として進んでいない。